# 산소산
산소산(酸素酸, oxyacid, oxoacid, ternary acid)은 산소를 포함하고 있는 산을 말한다.
산성 산화물과 물의 반응에 의해 생기며 하이드록시기를 가진 산을 포함하는 경우도 있다. 수소산에 대응하는 용어로 옥시산·옥소산이라고도 한다. 산소 이외의 원소가 산소와 결합한 기(基)에 의하여 생기는 산이며, 비금속·금속의 어느 쪽 원소에서도 많은 예를 찾아볼 수 있다. 산소 대신에 하이드록시기가 결합한 기를 가진 산을 포함하는 경우도 있다. 예를 들어, 질산 HNO₃, 황산 H₂SO₄, 인산 H₃PO₄, 크로뮴산 H₂CrO₄, 안티모니산 H[Sb(OH)₆] 등이 있다. 일반적으로 산성 산화물과 물의 반응에 의하여 생긴다.
염소와 같이 여러가지 원자가를 가지고 각종 산소산을 만들 때는 가장 일반적인 원자가의 것을 표준으로 잡고, 중심원자의 원소명을 붙여 오쏘염소산, 오쏘인산과 같이 명명한다. 또 오쏘염소산보다 산화수가 큰 산은 과염소산이라고 부르고, 산소 수가 낮을 때는 낮은 것부터 차례로 차(次)·아(亞)·하이포(차아, 次亞)라는 접두어를 붙여서 부른다.
산소산 속의 －O－를 －O－O－로 치환한 것을 퍼옥소산이라고 하는데, 예를 들면 퍼옥소질산 HNO₄ 등이 있다. 또 오쏘산 2분자에서 물 1분자를 떼어낸 조성을 가진 산에는 파이로(pyro-)라는 접두어를 붙여서 부르기도 하는데, 예를 들면 파이로황산 H₂S₂O₇, 파이로인산 H₄P₂O₇ 등이다.

## 이론
라부아지에 (Lavoisier)의 원래 이론에 따르면, 모든 산에는 산소가 포함되어 있는데 그리스 산 oxyξύς (산소: 산, 예리한)와 -γενής (-유전자: 창조자)에서 유래한 산소가 포함되어 있다. 나중에 그 후 일부 산, 특히 염산에 산소가 포함되어 있지 않은 것이 발견되어 산은 산소산과 새로운 수소산들로 나뉘었다.
모든 산소산은 산성 수소가 산소 원자에 결합되어 있기 때문에 결합 강도 (길이)는 이원 비금속 수소화물과 마찬가지로 산의 세기를 결정하는 요소가 아니다. 오히려, 중심 원자 (X)의 전기 음성도 및 O 원자의 수가 산의 세기를 결정한다. 동일한 중심 원자 X로, X에 부착 된 산소의 수가 증가함에 따라 산 강도가 증가한다. E 주위에 동일한 수의 산소를 사용하면 X의 전기 음성도에 따라 산 강도가 증가한다.
탈양성자화된 형태의 염과 비교하여, 옥시 음이온, 산소산은 일반적으로 덜 안정적이며, 많은 종류들이 가상의 물질로서만 존재하거나 용액에만 존재하며 순수한 형태로 분리 될 수 없다. 이것에 대해서는 몇 가지 일반적인 이유가 있다: (1) 이들은 응축되어 올리고머 (예를 들어, H₂CrO₄ 내지 H₂Cr₂O₇)를 형성하거나 무수물 (예를 들어, H₂CO₃ 내지 CO₂)을 형성하기 위해 완전히 탈수 할 수 있으며, (2) 더 높고 더 낮은 산화 상태의 화합물 (예를 들어, HClO₂에서 HClO로 및 HClO₃)에 비례하지 않을 수 있다 , 또는 (3) 다른 더 안정한 상호변이성 이성질체 형태로 존재할 수 있다 (예를 들어, 인산 P(OH)₃는 거의 완전히 포스 폰산으로 존재한다) 산 HP (= O) (OH)₂). 그럼에도 불구하고, 과염소산 (HClO₄), 황산 (H₂SO₄) 및 질산 (HNO₃)은 순수한 물질로 비교적 쉽게 제조되는 몇 가지 흔한 산소산이다.
아미드 산은 산소산에서 = O를 = NR로 대체함으로써 생성된다.
산소산(oxo acid)은 수소, 산소와 중심 위치를 점유하는 하나의 다른 원소 Z를 포함한다. 그림 (a)는 몇 가지 일반적인 산소산의 루이스 구조를 나타낸 것이다. 이 그림에서 볼 수 있듯이 이런 산들은 한 개 이상의 O-H 결합을 가지는 특징이 있다. 중심 원자 Z에는 여러 가지 다른 작용기들이 결합될 수 있다.

Z-O-H
Z가 전기 음성인 원소 즉, 높은 산화 상태에 있으면 전자를 잡아당겨 Z-O 결합을 더 공유성으로 만들고 O-H 결합을 더 극성으로 만든다. 결과적으로, H가 H⁺ 이온으로 되기 쉬워진다.
산소산의 세기를 비교하기 위해 산소산을 두 부류로 나누면 편리하다.
1. 주기율표의 같은 족에 속해 있고 같은 산화 상태를 가지지만, 다른 중심 원자를 갖는 산소산. 이 경우에서의 산의 세기는 다음 예에서 볼 수 있듯이 중심 원자의 전기음성도가 증가함에 따라 증가한다.
e.g. Cl과 Br의 산화수는 +5로 같다. 그러나 Cl은 Br보다 더 전기음성(electronegative)이므로 Br보다 더 세게 산소와 공유하고 있는 (Cl-O-H기 내에서) 전자쌍을 잡아당긴다. 결과적으로 O-H 결합은 염소산의 경우가 브로민산의 경우보다 더 극성이고, 더 쉽게 이온화한다. 따라서 상대적인 산의 세기는 다음과 같다.
HClO₃ > HBrO₃
2. 중심 원자가 같지만, 중심 원자에 결합한 기(group)의 개수가 다른 산소산. 이 경우에는 중심 원자의 산화수가 증가함에 따라 산의 세기는 증가한다. 그림 (b)에 나타낸 염소의 산소산을 생각해 보자. 이 계열에서 OH기로부터 전자를 잡아당기는(따라서 O-H 결합을 더 극성으로 하는) 염소의 능력은 Cl에 결합한 전기음성인 O원자의 수가 많을수록 증가한다. 따라서 HClO₄는 Cl에 붙은 O원자를 가장 많이 가지고 있으므로 가장 강한 산이 되고, 산의 세기는 다음과 같이 감소한다.
HClO₄ > HClO₃ > HClO₂ >HClO

## 산소산의 명명법
많은 무기산은 보통 -산이라는 단어로 끝나는 명칭으로 불리며, 수소와 산소에 더하여 이들에 결합된 원소의 명칭을 다소 변형된 형태로 포함한다. IUPAC은 이러한 명명법을 채택하고 있다. 하지만 현재의 화학 명명법에 비추어 볼 때, 다른 모든 화합물의 체계적인 명칭은 다른 성질(예: 산도)에 의해 명명된다.
IUPAC은 아직 발견되지 않은 미래의 화합물을 acid로 끝나는 이름으로 부르는 것을 권장하지 않는다. 실제로, 산은 상응하는 음이온 앞에 수소라는 단어를 첨가함으로써 형성된 명칭으로 불릴 수 있으며; 예를 들어 황산은 황산 수소 (또는 수소 황산)라고도 불릴 수 있다. IUPAC의 규칙에 따르면 황산의 완전한 체계적인 이름은 dihydroxidodioxidosulfur이고 황산 이온의 이름인 tetraoxidosulfate (2-)이지만 이러한 이름은 거의 사용되지 않는다.
동일한 원소는 수소 및 산소와 혼합될 때 하나 이상의 산을 형성 할 수 있다. 그러한 경우에, 그러한 산을 구별하기 위한 영어 명명 방법은 더 많은 산소 원자를 포함하는 산의 명칭에서 원소의 명칭에 접미사 -ic를 사용하고, 더 적은 산소 원자를 함유하는 산에 접미사 -ous(우리말의 아-)를 사용하는 것이다. 예를 들어 황산은 H₂SO₄이고 아황산은 H₂SO₃이다. 마찬가지로 질산은 HNO₃이고 아질산은 HNO₂이다. 중심 원자와 동일한 원소를 갖는 2개 이상의 산이 존재하는 경우, 일부 경우 산을 접두사로 또는 그 앞에 접두사를 추가하여 구별한다. 그러나 접두사 per-는 중심 원자가 할로겐 또는 7 족 원소 인 경우에만 사용된다. 예를 들어, 염소에는 다음과 같은 4개의 산이 있다.
hypochlorous acid HClO
chlorous acid HClO₂
chloric acid HClO₃
perchloric acid HClO₄
접미사 -ite는 이름이 접미사로 끝나는 산에서 파생된 음이온 및 염의 이름에 사용된다. 한편, 접미사 -ate는 이름이 접미사 -ic로 끝나는 산에서 파생된 음이온 및 염의 이름에 사용된다.
몇몇 경우에, 접두사 ortho- 또는 para-는 일부 옥시산 및 이들의 유도체 음이온의 명칭에 의해 붙여진다. 이러한 경우에, 파라핀은 물 분자가 오쏘산 분자로부터 분리되면 오쏘산의 잔존물로 생각 될 수 있다. 예를 들어, 인산 H₃PO₄는 메타 인산 HPO₃와 구별하기 위해 오쏘 인산이라고도 한다. 그러나 IUPAC의 현재 규칙에 따르면 접두사 ortho-는 orthotelluric acid 및 orthoperiodic acid의 이름과 해당 음이온 및 염에서만 사용해야 한다.
| 족    | 중심 원자                    | 산화수 | 화학식  | 이름                                   | 음이온   | 음이온 이름                       |
| ----- | ---------------------------- | ------ | ------- | -------------------------------------- | -------- | --------------------------------- |
| 6     | Chromium(크로뮴)             | +6     | H₂CrO₄  | Chromic acid(크로뮴산)                 | CrO₄²⁻   | Chromate(크로뮴산염)              |
| 6     | Chromium(크로뮴)             | +6     | H₂CrO₇  | Dichromic acid(중크로뮴산)             | Cr₂O₇²⁻  | Dichromate(중크로뮴산염)          |
| 7     | Manganese(망가니즈)          | +7     | HMnO₄   | Permanganic acid(과망가니즈산)         | MnO₄⁻    | Permanganate(과망가니즈산염)      |
| 7     | Manganese(망가니즈)          | +6     | H₂MnO₄  | Manganic acid(망가니즈산)              | MnO₄²⁻   | Manganate(망가니즈산염)           |
| 7     | Technetium(테크네튬)         | +7     | HTcO₄   | Pertechnetic acid(과테크네튬산)        | TcO₄⁻    | Pertechnetate(과테크네튬산염)     |
| 7     | Technetium(테크네튬)         | +6     | H2TcO₄  | Technetic acid(테크네튬산)             | TcO₄²⁻   | Technetate(테크네튬산염)          |
| 7     | Rhenum(레늄)                 | +7     | HReO₄   | Perrhenic acid(과레늄산)               | ReO₄⁻    | Perrhenate(과레늄산염)            |
| 7     | Rhenum(레늄)                 | +6     | H₂ReO₄  | Tetraoxorhenic() acid(사옥소레늄산)    | ReO₄²⁻   | Rhenate()(레늄산염)               |
| 7     | Rhenum(레늄)                 | +5     | HReO₃   | Trioxorhenic() acid(삼옥소레늄산)      | ReO₃⁻    | Trioxorhenate()(삼옥소레늄산염)   |
| 7     | Rhenum(레늄)                 | +5     | H₃ReO₄  | Tetraoxorhenic() acid(사옥소레늄산)    | ReO₄³⁻   | Tetraoxorhenate()(사옥소레늄산염) |
| 7     | Rhenum(레늄)                 | +5     | H₄Re₂O₇ | Heptaoxordirhenic() acid(칠옥소레늄산) | Re₂O₇⁴⁻  | Dirhenate()(중옥소레늄산염)       |
| 8     | Iron(철)                     | +6     | H₂FeO₄  | Ferric acid                            | FeO₄²⁻   | Ferrate                           |
| 8     | Ruthenium(루테늄)            | +6     | H₂RuO₄  | Ruthenic acid(루테늄산)                | RuO₄²⁻   | Ruthenate(루테늄산염)             |
| 8     | Ruthenium(루테늄)            | +7     | HRuO₄   | Perruthenic acid(과루테늄산)           | RuO₄⁻    | Perruthenate(과루테늄산염)        |
| 8     | Ruthenium(루테늄)            | +8     | H₂RuO₅  | Hyperruthenic acid                     | HRuO₅⁻   | Hyperruthenate                    |
| 8     | Osmium(오스뮴)               | +6     | H₆OsO₆  | Osmic acid(오스뮴산)                   | H₄OsO₆²⁻ | Osmate(오스뮴산염)                |
| 8     | Osmium(오스뮴)               | +8     | H₄OsO₆  | Perosmic acid(과오스뮴산)              | H₂OsO₆²⁻ | Perosmate(과오스뮴산염)           |
| 13    | Boron(붕소)                  | +3     | H₃BO₃   | Boric acid(붕산)                       | BO₃³⁻    | Borate(붕산염)                    |
| 13    | Boron(붕소)                  | +3     | (HBO₂)n | Metaboric acid                         | BO₂⁻     | Metaborate                        |
| 14    | Carbon(탄소)                 | +4     | H₂CO₃   | Carbonic acid(탄산)                    | CO₃²⁻    | Carbonate(탄산염)                 |
| 14    | Silicon(규소)                | +4     | H₄SiO₄  | Silicic acid(규산)                     | SiO₄⁴⁻   | Silicate(규산염)                  |
| 14    | Silicon(규소)                | +4     | H₂SiO₃  | Metasilicic acid                       | SiO₃²⁻   | Metasilicate                      |
| 14,15 | Carbon, Nitrogen(탄소, 질소) | +4,-3  | HOCN    | Cyanic acid(시안산)                    | OCN⁻     | Cyanate(시안산염)                 |
| 15    | Nitrogen(질소)               | +5     | HNO₃    | Nitric acid(질산)                      | NO₃⁻     | Nitrate(질산염)                   |
| 15    | Nitrogen(질소)               | +5     | HNO₄    | Peroxynitric acid                      | NO₄⁻     | Peroxynitrate                     |
| 15    | Nitrogen(질소)               | +5     | H₃NO₄   | Orthonitric acid                       | NO₄³⁻    | Orthonitrate                      |
| 15    | Nitrogen(질소)               | +3     | HNO₂    | Nitrous acid                           | NO₂⁻     | Nitrite                           |
| 15    | Nitrogen(질소)               | +2     | HOONO   | Peroxynitrous acid(과산화질소산)       | OONO⁻    | Peroxynitrite(과산화질소산염)     |
| 15    | Nitrogen(질소)               | +2     | H₂NO₂   | Nitroxylic acid                        | NO₂²⁻    | Nitroylate                        |
| 15    | Nitrogen(질소)               | +1     | H₂N₂O₂  | Hyponitrous acid                       | N₂O₂²⁻   | Hyponitratrite                    |
| 15    | Phosphorus(인)               | +5     | H₃PO₄   | Phosphoric acid(인산)                  | PO₄³⁻    |                                   |

## 산소산의 종류
- 붕산(H3BO3)
- 하이포아염소산(HOCl)
- 아염소산(HClO2)
- 염소산(HClO3)
- 과염소산(HClO4)
- 인산(H3PO4)
- 아질산(HNO2)
- 질산(HNO3)
- 탄산(H2CO3)
- 아황산(H2SO3)
- 황산(H2SO4)
- 싸이오황산(H2S2O3)
- 옥살산(H2C2O4)

### 산소산이 아닌 산
- 플루오린화수소(HF)
- 염산(HCl)
- 브로민화수소(HBr)
- 요오드화수소(HI)

## 같이 보기
- 강산